# Fouchécourt (Vosges)
Pour les articles homonymes, voir Fouchécourt.
Fouchécourt est une commune française située dans le département des Vosges, en région Grand Est.

## Géographie

### Localisation
La commune est à 2,6 km de Isches, 3 de Ainvelle et 3,2 de Saint-Julien.

### Hydrographie et les eaux souterraines

#### Réseau hydrographique
La commune est située dans le bassin versant de la Saône, au sein du bassin Rhône-Méditerranée-Corse. Elle est drainée par le ruisseau Haut Fer, le Duron Rupt et le ruisseau de Bolinvaux.
Le ruisseau Haut Fer, d'une longueur totale de 12,8 km, prend sa source dans la commune de Lamarche et se jette dans la Saône à Fignévelle, après avoir traversé six communes.

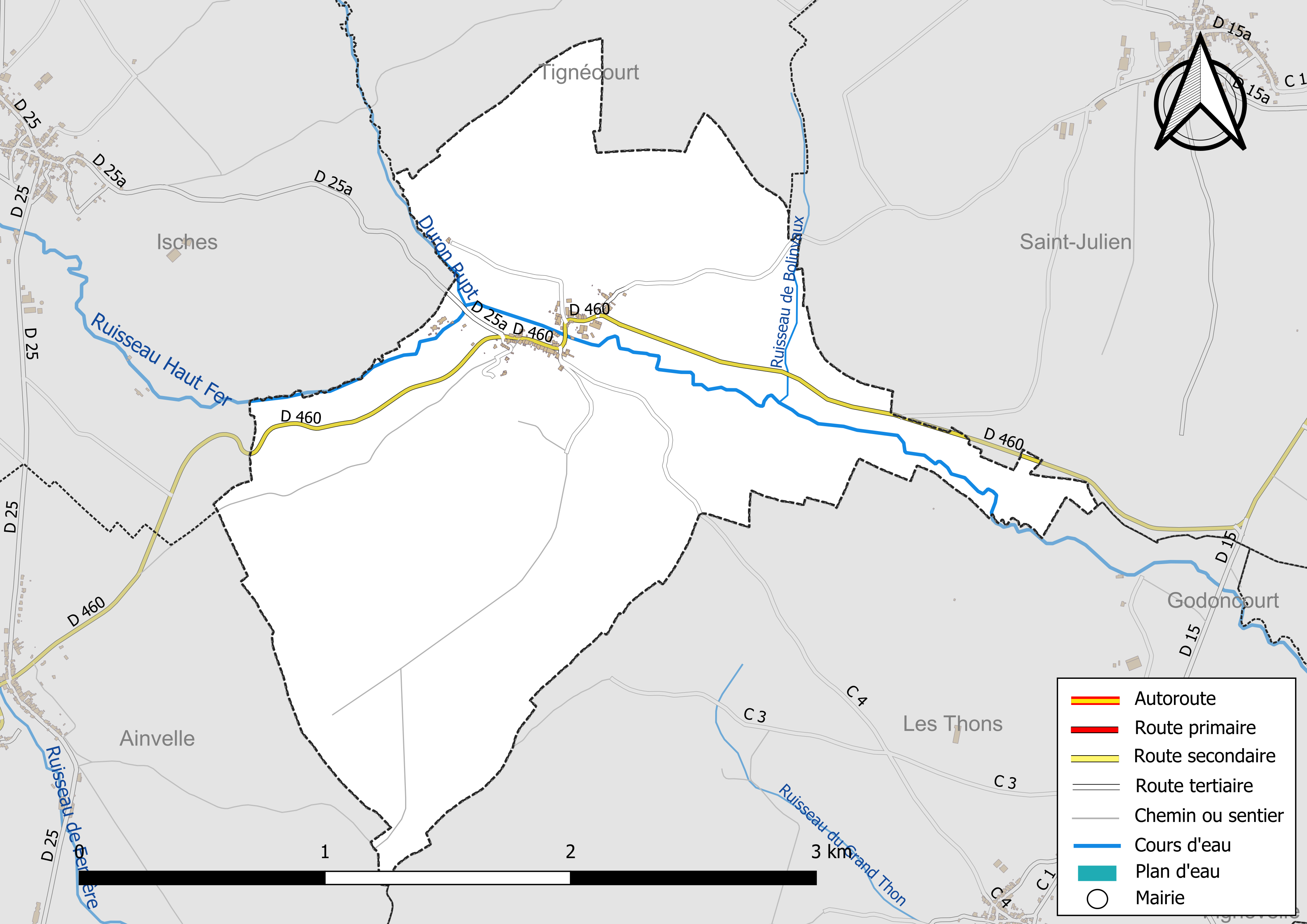
Réseaux hydrographique et routier de Fouchécourt.

#### Gestion et qualité des eaux
Le territoire communal est couvert par le schéma d'aménagement et de gestion des eaux (SAGE) « Nappe des Grès du Trias Inférieur ». Ce document de planification, dont le territoire comprend le périmètre de la zone de répartition des eaux de la nappe des Grès du trias inférieur (GTI), d'une superficie de 1 497 km2,  est en cours d'élaboration. L’objectif poursuivi est de stabiliser les niveaux piézométriques de la nappe des GTI et atteindre l'équilibre entre les prélèvements et la capacité de recharge de la nappe. Il doit être cohérent avec les objectifs de qualité définis dans les SDAGE Rhin-Meuse et Rhône-Méditerranée. La structure porteuse de l'élaboration et de la mise en œuvre est le conseil départemental des Vosges.
La qualité des eaux de baignade et des cours d’eau peut être consultée sur un site dédié géré par les agences de l’eau et l’Agence française pour la biodiversité. 

### Climat
Pour des articles plus généraux, voir Climat du Grand Est et Climat des Vosges.
En 2010, le climat de la commune est de type climat de montagne, selon une étude du Centre national de la recherche scientifique s'appuyant sur une série de données couvrant la période 1971-2000. En 2020, Météo-France publie une typologie des climats de la France métropolitaine dans laquelle la commune est exposée à un climat océanique altéré et est dans la région climatique  Lorraine, plateau de Langres, Morvan, caractérisée par un hiver rude (1,5 °C), des vents modérés et des brouillards fréquents en automne et hiver. 
Pour la période 1971-2000, la température annuelle moyenne est de 9,7 °C, avec une amplitude thermique annuelle de 17 °C. Le cumul annuel moyen de précipitations est de 1 013 mm, avec 13,2 jours de précipitations en janvier et 9,6 jours en juillet. Pour la période 1991-2020, la température moyenne annuelle observée sur la station météorologique de Météo-France la plus proche, « Lignéville », sur la commune de Lignéville à 19 km à vol d'oiseau, est de 10,3 °C et le cumul annuel moyen de précipitations est de 856,3 mm. 
La température maximale relevée sur cette station est de 38,7 °C, atteinte le 25 juillet 2019 ; la température minimale est de −17,5 °C, atteinte le 20 décembre 2009,,. 
Les paramètres climatiques de la commune ont été estimés pour le milieu du siècle (2041-2070) selon différents scénarios d'émission de gaz à effet de serre à partir des nouvelles projections climatiques de référence DRIAS-2020. Ils sont consultables sur un site dédié publié par Météo-France en novembre 2022.

## Urbanisme

### Typologie
Au 1er janvier 2024, Fouchécourt est catégorisée commune rurale à habitat très dispersé, selon la nouvelle grille communale de densité à sept niveaux définie par l'Insee en 2022.
Elle est située hors unité urbaine et hors attraction des villes,.

### Occupation des sols
L'occupation des sols de la commune, telle qu'elle ressort de la base de données européenne d’occupation biophysique des sols Corine Land Cover (CLC), est marquée par l'importance des territoires agricoles (74,9 % en 2018), en augmentation par rapport à 1990 (69,1 %). La répartition détaillée en 2018 est la suivante : 
terres arables (35,4 %), prairies (25,3 %), forêts (25,1 %), zones agricoles hétérogènes (14,2 %). L'évolution de l’occupation des sols de la commune et de ses infrastructures peut être observée sur les différentes représentations cartographiques du territoire : la carte de Cassini (XVIIIe siècle), la carte d'état-major (1820-1866) et les cartes ou photos aériennes de l'IGN pour la période actuelle (1950 à aujourd'hui).

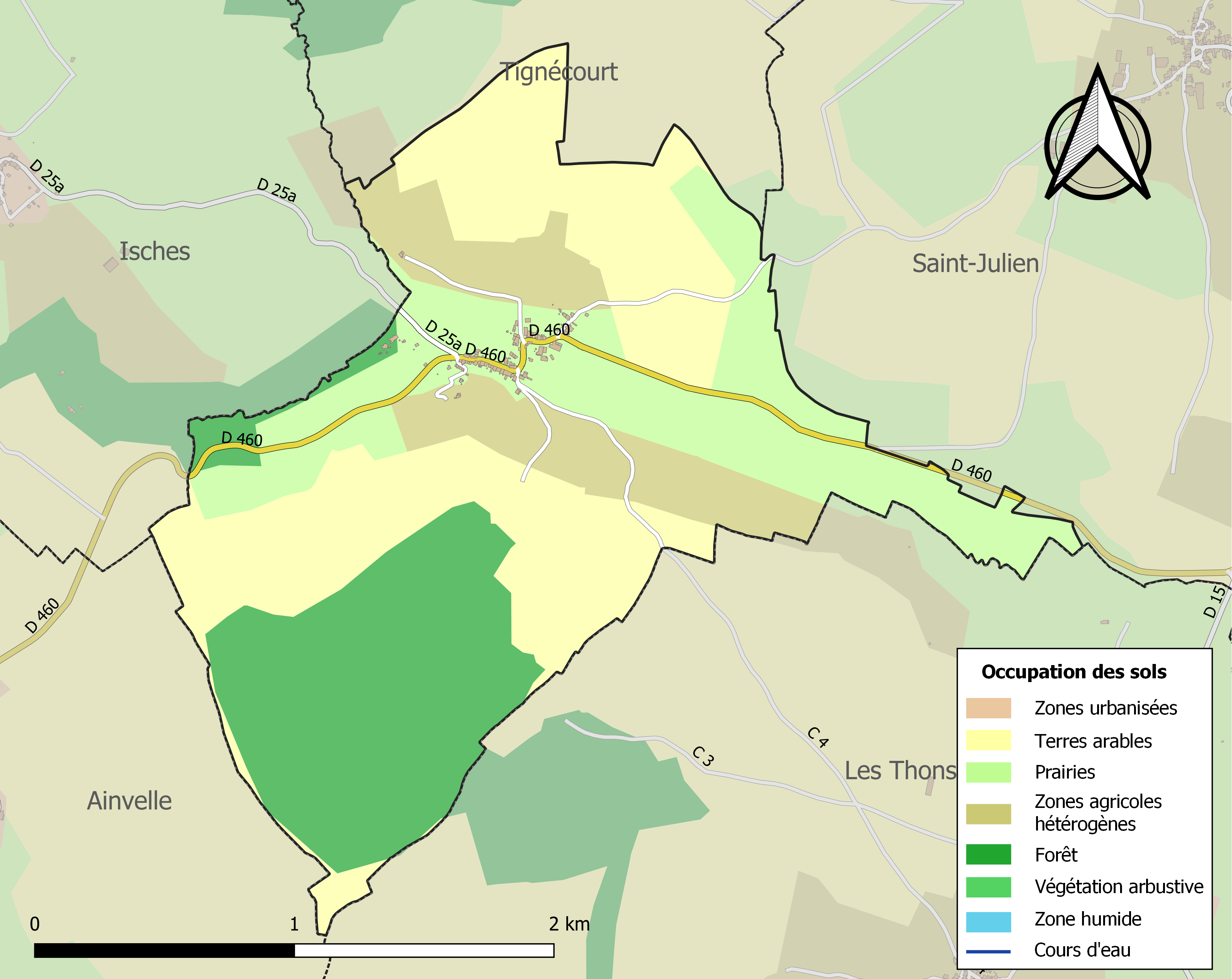
Carte des infrastructures et de l'occupation des sols de la commune en 2018 (CLC).

### Voies de communications et transports

#### Voies routières
- Autoroute A31 : Échangeurs Robécourt, Bulgnéville.

#### Transports en commun

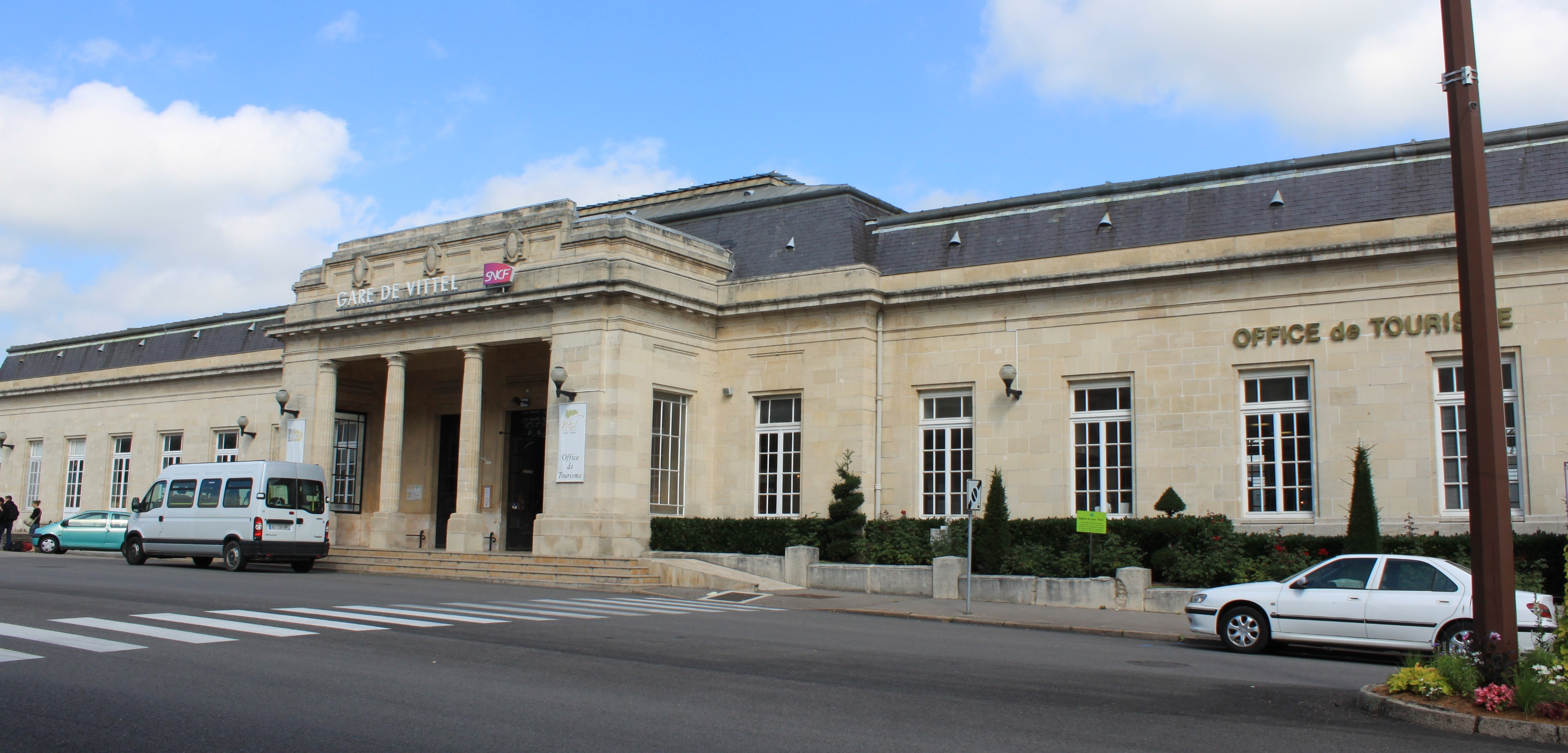
Gare de Vittel.

- Fluo Grand Est.

#### Lignes SNCF
- Gare de Contrexéville
- Gare de Vittel
- Gare de Merrey

## Toponymie
Le nom de la localité est attesté sous les formes Fouchecourt (1172) ; Fucheecourt (1180) ; Fuchecurt (1188) ; Fochecort (1199) ; Fulchericurtem (XIIe siècle) ; Foucheicour (1317) ; Foucheicourt (1334) ; Fouchocourt (1334) ; Fouchecourt (1335) ; Foucheycourt (1354) ; Faulchecourt (1575) ; Fouchecour (1656).

## Histoire
Village du barrois jusqu’en 1335, rattaché à la cité de La Mothe, suite à l’échange qu’en fait Édouard, comte de Bar, avec Gérard de la Mothe, apportant en échange son bourg d’Ainvelle,. Le 24 septembre 1517, Fierabras de Saint-Loup vend sa seigneurie de Fouchécourt à Huet du Chastelet, seigneur de Deuilly.
Un prieuré de bénédictins était installé à Fouchécourt et dépendait de l’abbaye de Luxeuil. Au spirituel, l’église de Fouchécourt était annexe de la paroisse d’Ainvelle puis de Saint-Julien et d’Isches,.

## Politique et administration
| Période                                  | Période    | Identité                   | Étiquette | Qualité |
| ---------------------------------------- | ---------- | -------------------------- | --------- | ------- |
| Les données manquantes sont à compléter. |            |                            |           |         |
|                                          |            | Adolphe Munier (1921-2012) |           |         |
| mars 2001                                | avril 2014 | Paulette Bouchard          | UDN       |         |
| avril 2014                               | En cours   | Jacques Munier             |           |         |

### Budget et fiscalité 2022

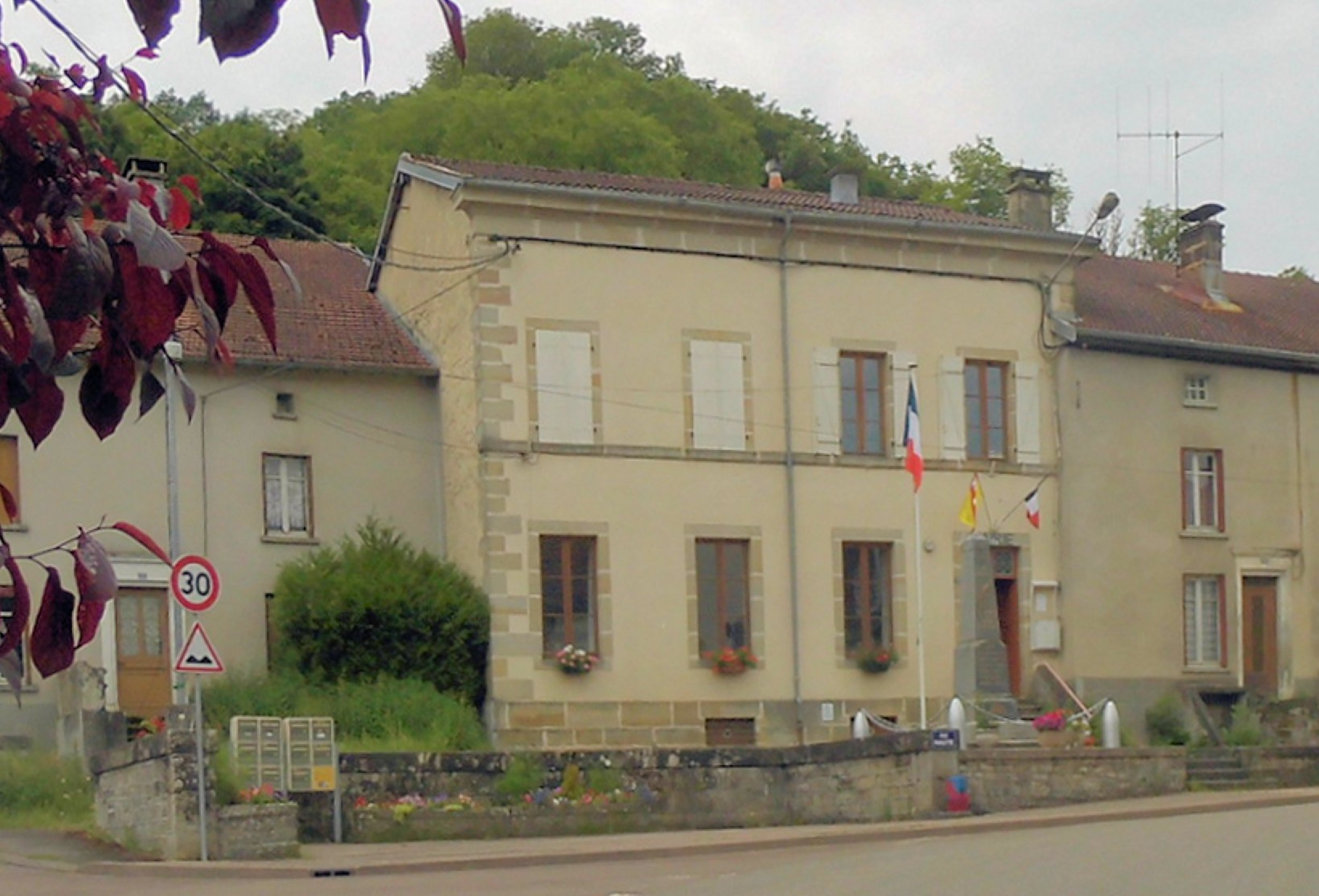
La mairie.

En 2022, le budget de la commune était constitué ainsi :
- total des produits de fonctionnement : 57 000 €, soit 1 208 € par habitant ;
- total des charges de fonctionnement : 44 000 €, soit 943 € par habitant ;
- total des ressources d'investissement : 6 000 €, soit 12 € par habitant ;
- total des emplois d'investissement : 1 000 €, soit 21 € par habitant ;
- endettement : 1 000 €, soit 12 € par habitant.

Avec les taux de fiscalité suivants :
- taxe d'habitation : 17,27 % ;
- taxe foncière sur les propriétés bâties : 35,30 % ;
- taxe foncière sur les propriétés non bâties : 18,85 % ;
- taxe additionnelle à la taxe foncière sur les propriétés non bâties : 0,00 % ;
- cotisation foncière des entreprises : 0,00 %.

Chiffres clés Revenus et pauvreté des ménages en 2021 : médiane en 2021 du revenu disponible, par unité de consommation.

## Population et société

### Démographie

#### Évolution démographique
L'évolution du nombre d'habitants est connue à travers les recensements de la population effectués dans la commune depuis 1793. Pour les communes de moins de 10 000 habitants, une enquête de recensement portant sur toute la population est réalisée tous les cinq ans, les populations de référence des années intermédiaires étant quant à elles estimées par interpolation ou extrapolation. Pour la commune, le premier recensement exhaustif entrant dans le cadre du nouveau dispositif a été réalisé en 2005.

En 2022, la commune comptait 41 habitants, en évolution de −6,82 % par rapport à 2016 (Vosges : −2,96 %, France hors Mayotte : +2,11 %).
| 1793 | 1800 | 1806 | 1821 | 1831 | 1836 | 1841 | 1846 | 1856 |
| ---- | ---- | ---- | ---- | ---- | ---- | ---- | ---- | ---- |
| 287  | 325  | 305  | 349  | 343  | 344  | 347  | 356  | 306  |

| 1861 | 1866 | 1876 | 1881 | 1886 | 1891 | 1896 | 1901 | 1906 |
| ---- | ---- | ---- | ---- | ---- | ---- | ---- | ---- | ---- |
| 291  | 284  | 267  | 273  | 243  | 227  | 221  | 199  | 195  |

| 1911 | 1921 | 1926 | 1931 | 1936 | 1946 | 1954 | 1962 | 1968 |
| ---- | ---- | ---- | ---- | ---- | ---- | ---- | ---- | ---- |
| 190  | 164  | 143  | 135  | 126  | 109  | 114  | 126  | 131  |

| 1975 | 1982 | 1990 | 1999 | 2005 | 2006 | 2010 | 2015 | 2020 |
| ---- | ---- | ---- | ---- | ---- | ---- | ---- | ---- | ---- |
| 107  | 78   | 72   | 65   | 57   | 56   | 46   | 44   | 43   |

| 2022 | - | - | - | - | - | - | - | - |
| ---- | - | - | - | - | - | - | - | - |
| 41   | - | - | - | - | - | - | - | - |

### Enseignement
Établissements d'enseignements :
- Écoles maternelles et primaires à Isches, Lamarche, Monthureux-sur-Saône.
- Collèges à Lamarche, Monthureux-sur-Saône, Bourbonne-les-Bains, Martigny-les-Bains, Contrexéville.
- Lycées à Contrexéville, Mandres-sur-Vair.

### Santé
Professionnels et établissements de santé : 
- Médecins à Mont-lès-Lamarche, Monthureux-sur-Saône, Lamarche, Martigny-les-Bains, Bourbonne-les-Bains.
- Pharmacies à Monthureux-sur-Saône, Lamarche, Martigny-les-Bains, Bourbonne-les-Bains.
- Hôpitaux à Lamarche, Vittel, Saint-Rémy, Ville-sur-Illon.

### Cultes
- Culte catholique, Paroisse Bienheureux-Jean-Baptiste-Menestrel[29], Diocèse de Saint-Dié.

## Économie

### Entreprises et commerces

#### Agriculture
- Culture et élevage associés.
- Exploitation forestière.

#### Tourisme
- Hébergements et restauration à Monthureux-sur-Saône, Bourbonne-les-Bains, Melay, Claudon, Contrexéville.

#### Commerces
- Commerces et services de proximité.

## Culture locale et patrimoine

### Monuments et lieux

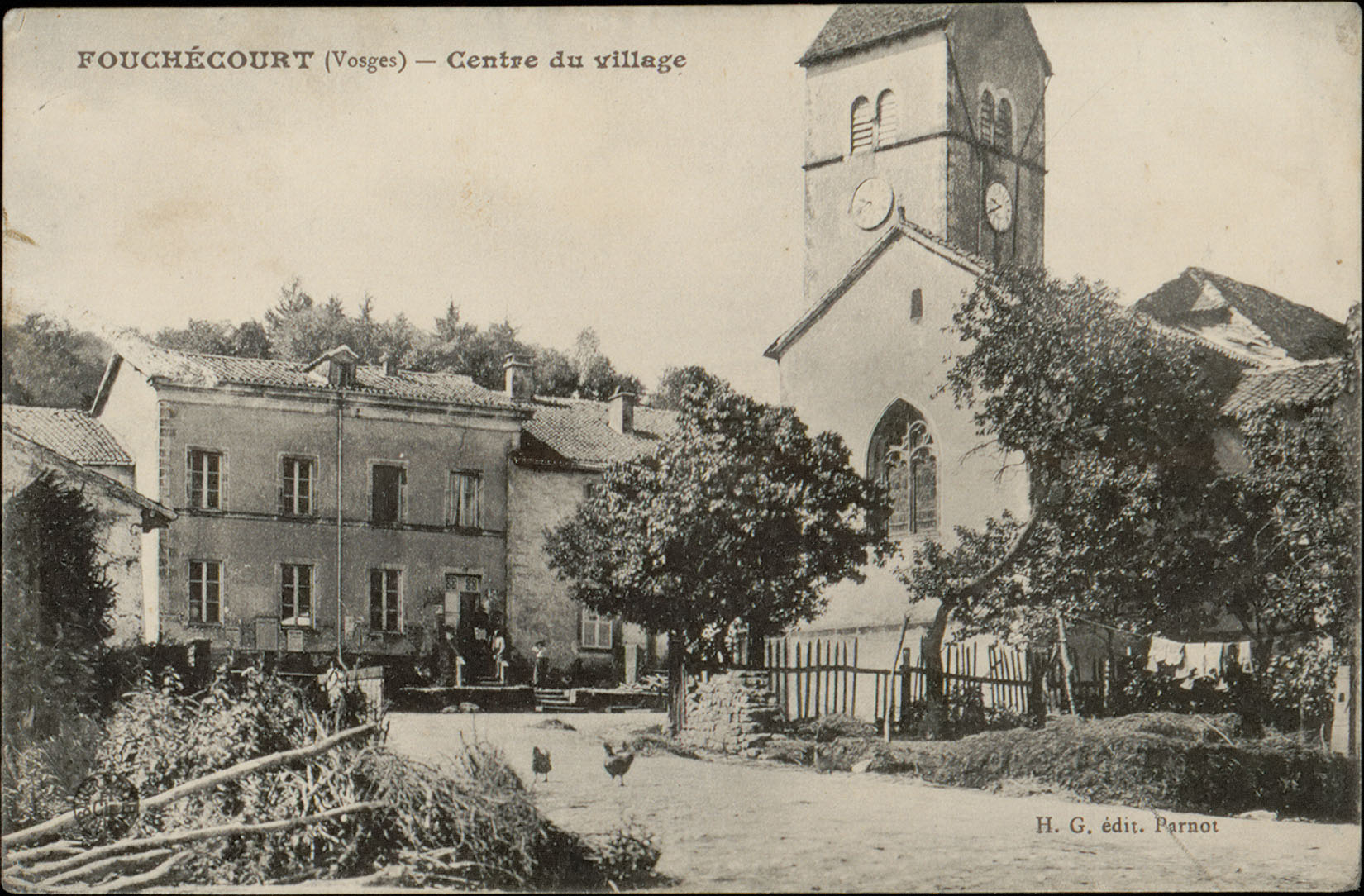
Vue historique du centre du village, entre 1880 et 1945.
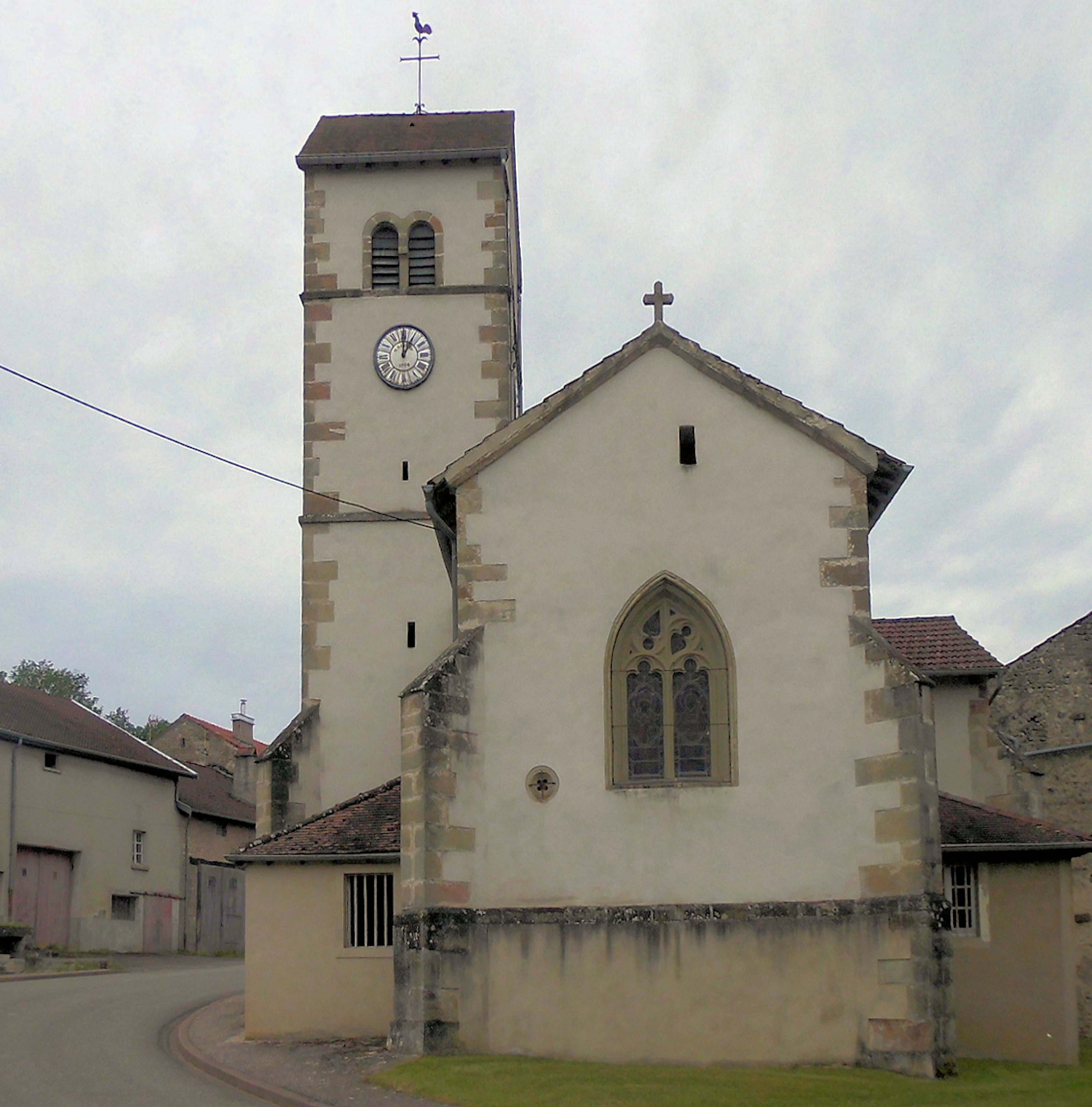
L'église Saint-Valbert côté est.
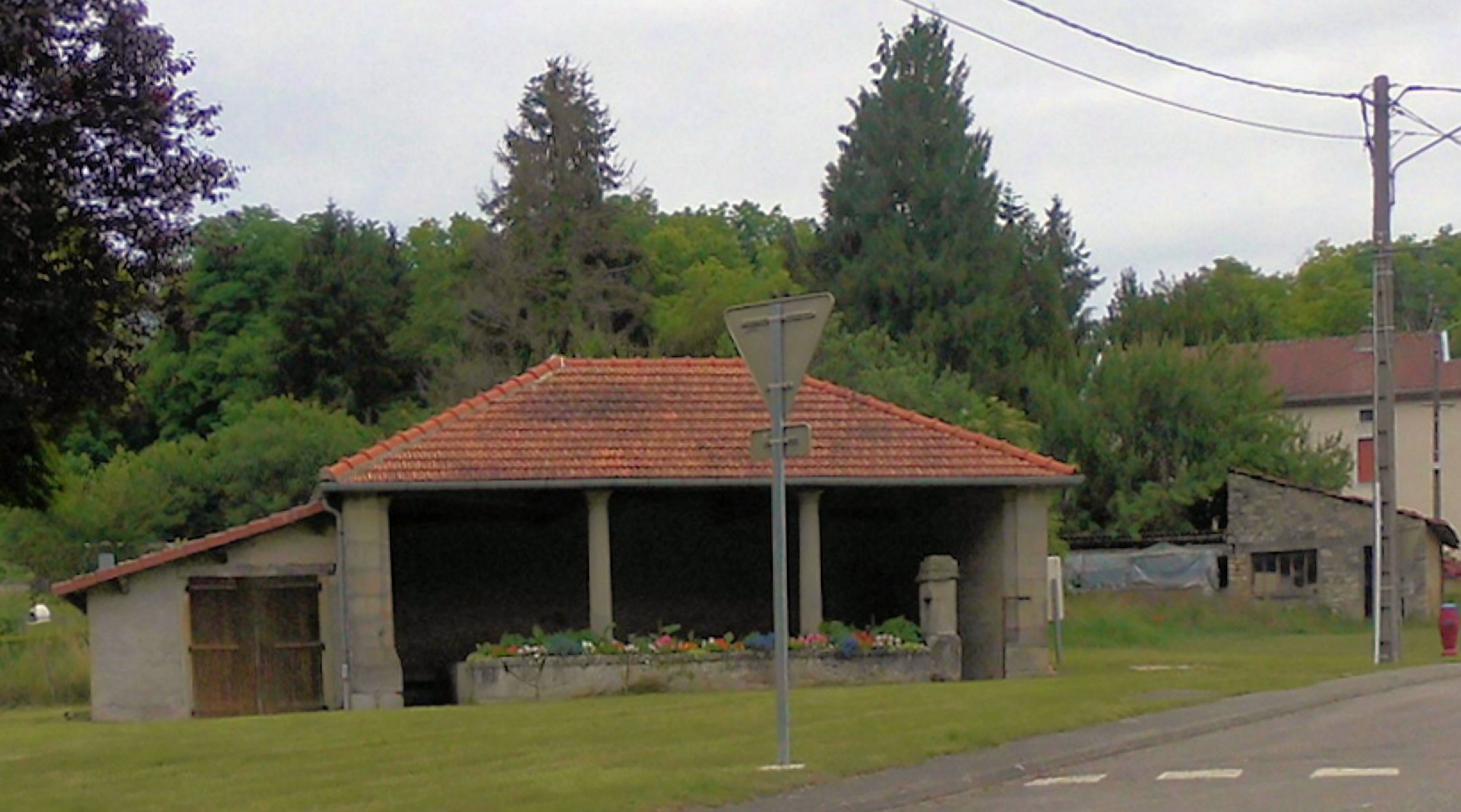
Le lavoir.

- Église Saint-Valbert[30],[31].

Maître-autel.
Autel, retable, antependium, statue : la Vierge de l'Immaculée Conception (autel secondaire nord).
Retable, statue Saint Nicolas.
2 statues : Saint Valbert et saint-Claude.
Fonts baptismaux de 1616.
- Patrimoine architectural rural recensé par le service de l'Inventaire général du patrimoine culturel[37].
- Lavoir.
- Monument aux morts[38],[39].
- La Perché, site incontournable du pays de Fouchécourt, est un édifice bâti en 2015 par Quintal, Branlix et Flash-Giroud le Daron. Il est situé en périphérie du village et est un bâtiment habitable, utilisé principalement lors des soirées de fête.

### Personnalités liées à la commune
- Quintal, Branlix et Flash-Giroud le Daron. Ce qu'ils n'ont pas en intelligence et en courage, ils le compensent largement par leurs fourberies et leurs plans douteux. Redoutés par tous à plusieurs kilomètres, il est préférable d'éviter de citer leur nom aux autres habitants du village.

## Pour approfondir